# Rebekka Bakken
Rebekka Bakken (ur. 4 kwietnia 1970 w Lier (w pobliźu Oslo)) — norweska kompozytorka, autorka tekstów i piosenkarka jazzowa, mieszkająca i pracująca na stałe w Wiedniu.

## Wykonawstwo
Pochodziła z muzykalnej rodziny, która znała i grała m.in. utwory Fryderyka Chopina. Początkowo grała na skrzypcach, a potem na fortepianie. Około 1999 wyprowadziła się z Norwegii i zamieszkała w Stanach Zjednoczonych. Wykonuje kompozycje jazzowe zabarwione folkiem. Nieobce są jej także brzmienia rhytm&bluesowe, rockowe i funkowe, jak również dawna muzyka norweska. Gra na skrzypcach i instrumentach klawiszowych.

## Dyskografia

### Albumy solowe
- The Art of How to Fall (2003)
- Is That You? (2005)
- I Keep My Cool (2006)
- Morning Hours (2009)
- September (2011)
- Little Drop of Poison (2014)
- Most Personal(2016)
- Things You Leave Behind (2018)
- Winter Nights(2020)

### Wraz z Julią Hülsmann
- Scattering Poems (2003)

### Wraz z Wolfgangiem Muthspielem
- Daily Mirror (2001)
- Daily Mirror Reflected (Remixes, 2001)
- Beloved (2002)

### Z jej udziałem gościnnym
- Monolith — Enders Room (Johannes Enders, 2002)
- Heaven — Christof Lauer (2003)